# Margarosticha argyriograpta
Margarosticha argyriograpta är en fjärilsart som beskrevs av George Francis Hampson 1917. Margarosticha argyriograpta ingår i släktet Margarosticha och familjen Crambidae. Inga underarter finns listade i Catalogue of Life.